# Otoglossum globuliferum
Otoglossum globuliferum är en orkidéart som först beskrevs av Carl Sigismund Kunth, och fick sitt nu gällande namn av Norris Hagan Williams och Mark W. Chase. Otoglossum globuliferum ingår i släktet Otoglossum och familjen orkidéer. Inga underarter finns listade i Catalogue of Life.